# JAPAN TOP TEAM
JAPAN TOP TEAM（ジャパントップチーム）は、東京都港区赤坂にある日本の総合格闘技ジム。略称はJTT。オーナーは堀鉄平。

## 沿革
2013年7月8日、早川光由が主宰するブラジリアン柔術アカデミーの一員、トライフォース六本木として設立。代表は伊藤俊亮で、当初は堀鉄平がオーナーである六本木Martial Artsビルのスポーツジムマーシャルアーツの中であった。2016年9月12日に六本木1丁目駅から徒歩2分の場所へ移転。
2017年8月21日、かねてより堀鉄平が正社員として勧誘していた朝倉未来と朝倉海が当ジムを拠点とするために豊橋より上京する。同年9月3日に堀鉄平がオーナーである赤坂のMartial Artsタワーへ移転。トライフォース赤坂としてリニューアルオープン。
2021年2月8日、ジムの場所を移転。日本初のフルサイズのケージを導入し「TRI-FORCE赤坂 / HIITジム赤坂」としてグランドオープン。旧トライフォース赤坂は「トライフォース溜池山王」に名称を変更。
2023年10月14日、トライフォース赤坂からJAPAN TOP TEAMへとジム名を変更することを発表。旧トライフォース溜池山王をトライフォース赤坂と名称を変更し、ブラジリアン柔術専門スクールとしてリニューアルオープン。

## インストラクター
- 伊藤俊亮（ブラジリアン柔術）
- 細野翔太（ブラジリアン柔術）
- 中村K太郎（ブラジリアン柔術）
- 宮田和幸（レスリング）
- 朝倉未来（キックボクシング、総合格闘技）
- 朝倉海（キックボクシング、総合格闘技）
- 堀江圭功（キックボクシング、総合格闘技）
- 藤野恵実（キックボクシング、ジョシカク）
- 佐々木由大（総合格闘技）
- 白川陸斗（総合格闘技）
- 西谷大成（総合格闘技、柔術キッズクラス）
- 近藤大耶（総合格闘技、 柔術キッズクラス）
- 山本颯志
- 関口菜津芽

## 所属選手
- 朝倉海（第3代・第6代RIZINバンタム級王者、初代THE OUTSIDER 55-60kg級王者）
- 朝倉未来（第3代THE OUTSIDER 60-65kg級王者、第5代THE OUTSIDER 65-70kg級王者）
- 伊澤星花（第4代RIZINスーパーアトム級王者、第3代DEEP JEWELS ストロー級王者、第9代DEEP JEWELS アトム級王者）
- CORO（元DEEPバンタム級暫定王者）
- 藤野恵実（第3代ストロー級クィーン・オブ・パンクラシスト、初代修斗女子ストロー級王者）
- 倉本大悟
- 白川陸斗
- 西谷大成
- ヒロヤ
- 五明宏人
- 信原空
- 安井飛馬
- 佐々木大
- 堀鉄平
- 秋元強真
- 高野優樹
- 昇侍
- 琥